# Audi quattro spyder
Audi quattro spyder ist der Name einer Sportwagenstudie der Audi AG. Er sollte ursprünglich als Serienfahrzeug gebaut werden, jedoch wurde nur ein Prototyp hergestellt. Der Name nimmt Bezug auf die Sportcoupé-Serie Audi quattro.

## Geschichte
Auf der IAA in Frankfurt wurde der quattro spyder 1991 einer breiten Öffentlichkeit vorgestellt. Es war ein Sport-Coupé mit Aluminiumkarosserie, einem quer eingebauten V6-Mittelmotor mit 128 kW und permanentem Allradantrieb. Als Räder waren für damalige Verhältnisse wuchtige 205 / 55 / ZR 18-Reifen auf 7J x 18-Aluminiumfelgen geplant. Als Kaufpreis für das spätere Serienfahrzeug waren etwa 100.000 DM anvisiert und es lagen bereits in ausreichender Menge Vormerkungen von Kaufinteressenten vor. In „letzter Sekunde“, nachdem bereits Werbematerial in Form von Prospekten, Informationsfilmen und Miniaturen produziert worden war, wurde das Projekt jedoch wegen zu hoher voraussichtlicher Produktionskosten gestoppt und ersatzlos gestrichen.

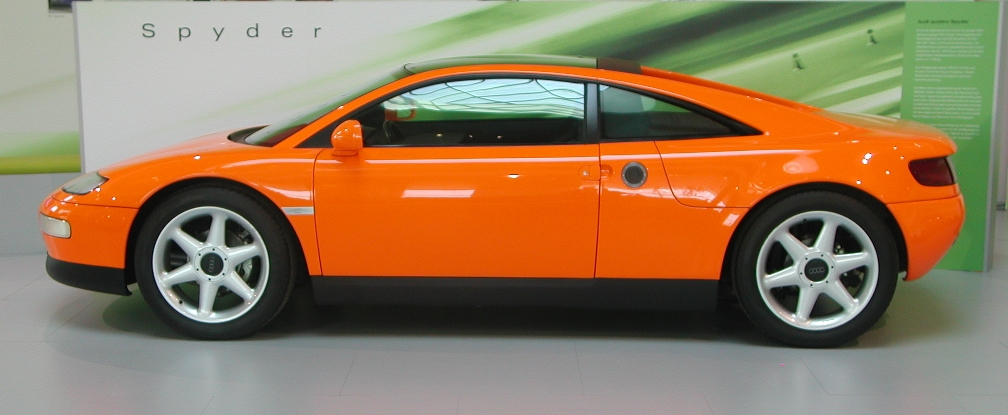
Seitenansicht der quattro spyder

Insgesamt wurde nur ein, ursprünglich orangefarbener Prototyp gebaut, der für Fotoaufnahmen in dunkelgrün (gomera-metallic) umlackiert wurde. Danach wurde er wieder zu fidji-orange lackiert. Allerdings hält sich bis heute, bedingt durch diese Pressefotos, der Glaube, es gäbe mehrere Fahrzeuge.

## Weitere Entwicklungen
Obwohl der quattro spyder nie in Serie gebaut wurde, fanden bestimmte Elemente des Konzeptes bei zukünftigen Audi-Fahrzeugen Verwendung. 1994 brachte Audi mit dem A8 das erste Serienfahrzeug mit Aluminium-Karosserie heraus. Der im quattro spyder verbaute V6-Motor fand in fast unveränderter Bauweise, allerdings als längs eingebauter Frontmotor, Verwendung in den damals neuen Baureihen Audi 100 C4 und Audi 80 B4 sowie im Cabriolet und Coupé, jeweils unter der Modellbezeichnung 2.8E und dem Motorkennbuchstaben AAH. Im Cabriolet wurde er noch bis zum Jahr 2000 eingesetzt.
Die Idee eines kompakten (Sport-)Coupés nach Art des quattro spyder wurde bei Audi zunächst wieder verworfen. Lediglich das Audi Coupé wurde – nach leichten Anpassungen an die damals aktuelle Optik des B4 und Einführung leistungsfähigerer Motorvarianten – bis 1996 weitergebaut. Im Jahr 1995 wurde der Audi TT als Vierzylinder-Frontmotor-Coupé auf der IAA vorgestellt und ging mit leichten Modifikationen ab 1998 in Serie.
Mittlerweile wurde bei Audi mit dem R8 erneut ein Mittelmotor-Sportcoupé zur Marktreife entwickelt, welches in zwei Generationen von 2007 bis 2024 gebaut wurde.